# Atães e Rendufe
Atães e Rendufe (oficialmente: União das Freguesias de Atães e Rendufe)  é uma freguesia portuguesa do município de Guimarães, com 12,09 km² de área e 2 579 habitantes (censo de 2021). A sua densidade populacional é 213,3 hab./km².

## História
Foi constituída em 2013, no âmbito de uma reforma administrativa nacional, pela agregação das antigas freguesias de Atães e Rendufe e tem a sede em Atães.

## Demografia
A população registada nos censos foi:
| Distribuição da População por Grupos Etários | Distribuição da População por Grupos Etários | Distribuição da População por Grupos Etários | Distribuição da População por Grupos Etários | Distribuição da População por Grupos Etários | Distribuição da População por Grupos Etários |
| -------------------------------------------- | -------------------------------------------- | -------------------------------------------- | -------------------------------------------- | -------------------------------------------- | -------------------------------------------- |
| Antes da agregação                           |                                              |                                              |                                              |                                              |                                              |
| Ano                                          | 0-14 anos                                    | 15-24 anos                                   | 25-64 anos                                   | >= 65 anos                                   | Total                                        |
| 2001                                         | 660                                          | 487                                          | 1398                                         | 260                                          | 2805                                         |
| 2011                                         | 462                                          | 394                                          | 1506                                         | 268                                          | 2630                                         |
| Após a agregação                             |                                              |                                              |                                              |                                              |                                              |
| Ano                                          | 0-14 anos                                    | 15-24 anos                                   | 25-64 anos                                   | >= 65 anos                                   | Total                                        |
| 2021                                         | 360                                          | 312                                          | 1524                                         | 383                                          | 2579                                         |